# Augusto Elias Jorge Zenun
Augusto Elias Jorge Zenun foi um político brasileiro do estado de Minas Gerais.
Foi deputado estadual à Assembleia Legislativa do Estado de Minas Gerais durante o período de 1963 a 1971 - 
5ª legislatura (titular, pela UDN) e 
6ª legislatura (suplente, pela ARENA)